# Cycas aculeata
Cycas aculeata är en kärlväxtart som beskrevs av Kenneth D. Hill och H.T. Nguyen. Cycas aculeata ingår i släktet Cycas, och familjen Cycadaceae. IUCN kategoriserar arten globalt som sårbar. Inga underarter finns listade i Catalogue of Life.